# Valão dos Milagres
Valão dos Milagres é uma pequena localidade pertencente ao 5º distrito, Cambiasca, dentro do município de São Fidélis situado no Norte Fluminense.
Situada no vale do ribeiro de mesmo nome, quase ao sopé da Serra de Cabiuna, tem cerca de 1000 habitantes, se inclusas localidades como Buião, São Miguel,São Joaquim e o próprio núcleo, o Arraial de Valão dos Milagres.
Valão dos Milagres, nos primórdios denominado como "Valão dos Porcos" (porcos do mato, selvagens) é ainda lúgubre lugar na cidade poema de São Fidélis e hoje busca uma intercessão na economia da agropecuária com devido manejo ambiental, dado o próprio histórico destas terras grassadas por um deficit econômico, desde ainda a época de fim de século XIX, com o fim da abolição, processos de erosão e posterior falência de inúmeras fazendas. A fazenda em que o escritor Euclides da Cunha passou parte de sua infância quando então fora entregue aos cuidados de sua tia, Laura Moreira Garcez, casada com o coronel Magalhães Garcez, situa-se nesta região.
Nestas terras tem origem inúmeras famílias de descendências friburgo-alemãs,portuguesas, italianas e sírio-libanesas,repetindo assim a história de colonização da região. Famílias tais como: Almeida, Alvez(s), Alzeman, Araújo, Azelman, Berriel, Cardozo, Carreiro, Faria, Felicíssimo, Garcez, Gandelman, Hentzy, Mangueira, Machado,Mello, Moreira, Muniz, Pereira, Pinheiro, Péres (Pires),Silva, Ribeiro, Roma, Tuppan,Barreto,Correa e Rangel.
Em Valão dos Milagres acontece no dia 8 de janeiro a festa dedicada a Nossa Senhora dos Milagres, que no passado era comemorada com ladainhas, procissões e leilões de prendas, quando cada uma das famílias levava um presente para ser leiloado. Havia também festas comemorativas a Santo Antônio, Santa Luzia e São Sebastião.